# Campeonato Sudamericano de Clubes Campeones 1983
El Campeonato Sudamericano de Clubes Campeones 1983 fue la vigésima primera edición de lo que era el torneo más importante de clubes de baloncesto en Sudamérica.
Fue realizado en Buenos Aires y Montevideo.
El título de esta edición fue ganado por el Peñarol (Uruguay).

## Equipos participantes
| País              | Equipo                                   |
| ----------------- | ---------------------------------------- |
| Argentina 2 cupos | Club Ferro Carril Oeste Obras Sanitarias |
| Bolivia 1 cupo    | North Star La Salle                      |
| Brasil 1 cupo     | Atlético Monte Líbano                    |
| Paraguay 1 cupo   | Sol de América                           |
| Perú 1 cupo       | Escuela Militar de Chorrillos            |
| Uruguay 1 cupo    | Peñarol                                  |
| Venezuela 1 cupo  | Guaiqueríes                              |